# 堀口敬巧
堀口 敬巧（ほりぐち たかよし、1975年10月3日 - ）は、日本の俳優。千葉県出身。宝井プロジェクト所属。尾米タケル之一座所属。

## 人物
身長173cm、体重63kg。
旧芸名は、堀口 たかよし。
尾米タケル之一座では、「赤褌タカヨシ」名義で、映像作品の撮影、編集を担当している。
趣味・特技はバスケットボール、キックボード、スノーボード。

## 出演

### テレビドラマ
- 金曜ドラマ
  - となりの女（1986年） - 蕎麦屋の出前
  - 独身生活（1999年） - 刑事
  - 真夏のメリークリスマス（2000年） - カメラ店店員
  - 流星の絆（2008年） - ソムリエ
  - オルトロスの犬（2009年） - 警官
  - TAKE FIVE〜俺たちは愛を盗めるか〜（2013年）
- 恋愛小説のように（1997年）
- 連続テレビ小説 / 天うらら（1998年）
- 走れ公務員!（1998年）
- あぶない放課後（1999年） - 従業員
- 木曜劇場
  - アフリカの夜（1999年）
  - 合い言葉は勇気（2000年） - 受付
  - BOSS（2009年） - 警官
  - 蜜の味〜A Taste Of Honey〜（2011年）
  - 嫌われる勇気（2017年） - 警官
- 恋の奇跡（1999年） - ゲームセンター従業員
- 小市民ケーン（1999年） - コミ
- 喪服のランデヴー（2000年） - 宝良署刑事
- 仮面ライダーシリーズ
  - 仮面ライダークウガ（2000年） - 刑事
  - 仮面ライダー響鬼（2005年） - 会社員
- HERO（2001年） - 配送員
- 天国に一番近い男（2001年） - イベント係員
- R-17（2001年）
- スタアの恋（2001年） - ウエイター
- 金曜ナイトドラマ / 嫉妬の香り（2001年） - カメラマン
- 日曜洋画劇場 / 結婚の条件（2002年）
- カネボウ木曜劇場 / ぼくが地球を救う（2002年） - 部下
- ダイヤモンドガール（2003年）
- ダムド・ファイル（2003年） - 救急隊員
- ウルトラシリーズ
  - ウルトラQ dark fantasy（2004年） - 介護士
  - ウルトラマンネクサス（2004年） - レスキュー隊員
  - ウルトラマンメビウス（2007年） - 作業員
- ミステリー民俗学者 八雲樹（2004年）
- スローダンス（2005年） - 会社員
- 不信のとき〜ウーマン・ウォーズ〜（2005年） - 証券マン
- 世にも奇妙な物語
  - 世にも奇妙な物語 秋の特別編「部長OL」（2006年） - 社員
  - 世にも奇妙な物語 20周年スペシャル・春 〜人気番組競演編〜「ニュースおじさん、ふたたび」（2010年） - 吉村
- 相棒（2007年） - 伊藤純一
- 孤独の賭け〜愛しき人よ〜（2007年） - ホテルマン
- 土曜ドラマ
  - ドリーム☆アゲイン（2007年）
  - 悪夢ちゃん（2012年）
- 連続ドラマW / パンドラ（2008年） - 銀行職員
- ラスト・フレンズ（2008年） - 夫
- トップセールス（2008年） - 川上
- 監査法人（2008年）
- 水曜ミステリー9 / 銀座高級クラブママ青山みゆき 第3作（2008年） - 泉ママの父
- 木曜ナイトドラマ / 夢をかなえるゾウ（2008年） - 社員
- ドラマ8 / 七瀬ふたたび（2008年） - 介護士
- アイシテル〜海容〜（2009年） - 喫茶店店長
- フジテレビヤングシナリオ大賞 / 輪廻の雨（2010年）
- まっすぐな男（2010年） - ホテルマン
- 土曜ワイド劇場 / 交渉人 遠野麻衣子・最後の事件（2010年）
- 天使の代理人（2010年） - ハローワークの職員
- 月曜ゴールデン / ヤメ刑探偵 加賀美塔子 第1作（2011年）
- 絶対零度〜特殊犯罪潜入捜査〜（2011年）
- 謎解きはディナーのあとで（2011年）
- 恋味母娘（2012年） - 客
- 日曜劇場 / 天皇の料理番（2015年）
- スペシャリスト（2016年） - 警官
- 帯ドラマ劇場 / トットちゃん!（2017年）
- 快盗戦隊ルパンレンジャーVS警察戦隊パトレンジャー（2018年） - レストランの店長
- 隕石家族（2020年） - 父親

### 映画
- ゆれる（2006年） - 副裁判官

### 舞台
- 五木ひろし特別公演〜商売繁盛で幸もってこい〜
- 近松心中物語
- 雪国